# Ben Elliott
Benjamin Njongue Elliott (Kingston upon Thames, 5 novembre 2002) è un calciatore camerunese, centrocampista del Reading e della nazionale camerunese.

## Carriera

### Club
Nato a Kingston upon Thames, è entrato a far parte dell'Academy del Chelsea nel 2011 all'età di otto anni. A 15 anni ha subito un grave infortunio che lo ha tenuto lontano dai campi per circa due anni. Al suo rientro nel novembre del 2019 ha firmato un contratto professionistico con i Blues.
Il 15 agosto 2023 è stato acquistato a titolo definitivo dal Reading e quattro giorni dopo ha fatto il suo esordio nel calcio professionistico nell'incontro di Football League One vinto 2-0 contro lo Stevenage. Il 19 settembre ha segnato il suo primo gol nella partita di Football League Trophy vinta 9-0 contro l'Exeter City.

### Nazionale
In possesso di doppia cittadinanza, dopo aver giocato con le rappresentative inglesi Under-15 e Under-16, nel marzo 2023 ha scelto di accettare la chiamata della nazionale camerunese. Dopo aver risolto alcuni problemi burocratici, ha debuttato il 10 giugno nell'amichevole pareggiata 2-2 contro il Messico.

## Statistiche

### Presenze e reti nei club
Statistiche aggiornate al 21 novembre 2023.
| Stagione        | Squadra         | Campionato      | Campionato | Campionato | Coppe nazionali | Coppe nazionali | Coppe nazionali | Coppe continentali | Coppe continentali | Coppe continentali | Altre coppe | Altre coppe | Altre coppe | Totale | Totale | Totale |
| Stagione        | Squadra         | Comp            | Pres       | Reti       | Comp            | Pres            | Reti            | Comp               | Pres               | Reti               | Comp        | Pres        | Reti        | Pres   | Reti   |        |
| --------------- | --------------- | --------------- | ---------- | ---------- | --------------- | --------------- | --------------- | ------------------ | ------------------ | ------------------ | ----------- | ----------- | ----------- | ------ | ------ | ------ |
| 2023-2024       | Reading         | FL1             | 12         | 0          | FACup+CdL       | 1+1             | 0               |                    | -                  | -                  | FLT         | 1           | 1           | 15     | 1      |        |
| Totale carriera | Totale carriera | Totale carriera | 12         | 0          |                 | 2               | 0               |                    | -                  | -                  |             | 1           | 1           | 15     | 1      |        |

### Cronologia presenze e reti in nazionale
| Cronologia completa delle presenze e delle reti in nazionale ― Camerun | Cronologia completa delle presenze e delle reti in nazionale ― Camerun | Cronologia completa delle presenze e delle reti in nazionale ― Camerun | Cronologia completa delle presenze e delle reti in nazionale ― Camerun | Cronologia completa delle presenze e delle reti in nazionale ― Camerun | Cronologia completa delle presenze e delle reti in nazionale ― Camerun | Cronologia completa delle presenze e delle reti in nazionale ― Camerun | Cronologia completa delle presenze e delle reti in nazionale ― Camerun |
| Data                                                                   | Città                                                                  | In casa                                                                | Risultato                                                              | Ospiti                                                                 | Competizione                                                           | Reti                                                                   | Note                                                                   |
| ---------------------------------------------------------------------- | ---------------------------------------------------------------------- | ---------------------------------------------------------------------- | ---------------------------------------------------------------------- | ---------------------------------------------------------------------- | ---------------------------------------------------------------------- | ---------------------------------------------------------------------- | ---------------------------------------------------------------------- |
| 11-6-2023                                                              | San Diego                                                              | Messico                                                                | 2 – 2                                                                  | Camerun                                                                | Amichevole                                                             | -                                                                      | 87’                                                                    |
| 12-10-2023                                                             | Mosca                                                                  | Russia                                                                 | 1 – 0                                                                  | Camerun                                                                | Amichevole                                                             | -                                                                      | 86’                                                                    |
| 16-10-2023                                                             | Lens                                                                   | Senegal                                                                | 1 – 0                                                                  | Camerun                                                                | Amichevole                                                             | -                                                                      | 84’                                                                    |
| 17-11-2023                                                             | Douala                                                                 | Camerun                                                                | 3 – 0                                                                  | Mauritius                                                              | Qual. Mondiali 2026                                                    | -                                                                      | 83’                                                                    |
| 9-1-2024                                                               | Gedda                                                                  | Zambia                                                                 | 1 – 1                                                                  | Camerun                                                                | Amichevole                                                             | -                                                                      | 85’                                                                    |
| Totale                                                                 |                                                                        | Presenze                                                               | 5                                                                      |                                                                        | Reti                                                                   | 0                                                                      |                                                                        |